# Brevipalpus artemesiae
Brevipalpus artemesiae är en spindeldjursart som beskrevs av Baker och James P. Tuttle 1964. Brevipalpus artemesiae ingår i släktet Brevipalpus och familjen Tenuipalpidae. Inga underarter finns listade.